# Most im. św. Kingi
Most im. św. Kingi – most drogowy przez Dunajec w ciągu obwodnicy Starego Sącza, będący częścią drogi wojewódzkiej nr 969. Most jest nazwany imieniem św. Kingi, która była kanonizowana przez Jana Pawła II w Starym Sączu.
Most projektu Tadeusza Wojciechowskiego wybudowany został przez firmę Mosty Chrzanów w latach 2006–2008. Jest to podwieszony, trójprzęsłowy most belkowy z czterema pylonami na podporach pośrednich. Wanty podtrzymujące przęsła tworzą dwie płaszczyzny podwieszenia w układzie wachlarzowym.
Most podwieszony o tego typu konstrukcji (beton sprężony oraz wprowadzenie kabli sprężających powyżej poziomu mostu) wybudowany został w Polsce po raz pierwszy.
Obiekt zdobył I miejsce w Konkursie Dzieło Mostowe Roku 2008.